# اواخر سلسله هان

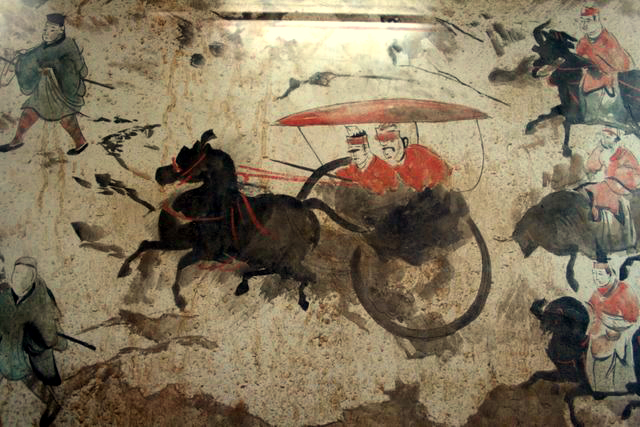
نقاشی دیواری اواخر هان از ۹ ارابه، ۵۰ اسب و بیش از ۷۰ مرد، از مقبره ای در لویانگ

اواخر سلسله هان دوره ای از تاریخ چین از سال ۱۸۹ تا ۲۲۰ پس از میلاد بود که تقریباً همزمان با سلطنت پرآشوب آخرین فرمانروای سلسله هان، امپراتور شیان بود. در این دوره، کشور توسط شورش دستار زردها (۱۸۵–۲۰۵) به آشوب کشیده شد. سپس، امپراتوری هان توسط جنگ سالار دونگ ژئو ویران شد و به رژیم‌های منطقه‌ای که توسط جنگ‌سالاران مختلف اداره می‌شد، تجزیه شد، که برخی از آنها از اشراف و مقامات دربار امپراتوری هان بودند. یکی از آن جنگ‌سالاران، سائو سائو، به ظاهر، تحت حکومت امپراتور شیان به تدریج امپراتوری را دوباره متحد می‌کرد. امپراتور و دربارش در واقع توسط خود سائو سائو کنترل می‌شد که با مخالفت جنگ‌سالاران دیگر مواجه شد.
تلاش‌های سائو سائو برای متحد کردن کامل کشور در نبرد صخره‌های سرخ در سال ۲۰۸ و ۲۰۹ زمانی که ارتش‌های او توسط نیروهای متحد سان کوان و لیو بی شکست خوردند با شکست مواجه شد. سلسله هان به‌طور رسمی در سال ۲۲۰ پایان یافت، زمانی که پسر و وارث سائو سائو، سائو پی، امپراتور شیان را تحت فشار قرار داد تا به نفع خود از سلطنت کناره‌گیری کند. سائو پی امپراتور یک سرزمین جدید به نام سائو وی شد. یک سال بعد، در واکنش به غصب تاج و تخت هان توسط سائو پی، لیو بی خود را امپراتور لیو شو هان اعلام کرد. و در سال ۲۲۹، سان کوان از این راه پیروی کرد و خود را امپراتور سون وو شرقی اعلام کرد. دوره از سقوط سلسله هان در سال ۲۲۰ تا اتحاد مجدد چین تحت سلسله جین در ماه مه ۲۸۰ به عنوان دوران سه پادشاهی در تاریخ چین شناخته می‌شود.

## فروپاشی قدرت امپراتوری (۱۸۴–۱۹۱)

### شورش دستار زردها و کاهش تسلط هان (۱۸۴–۱۸۹)

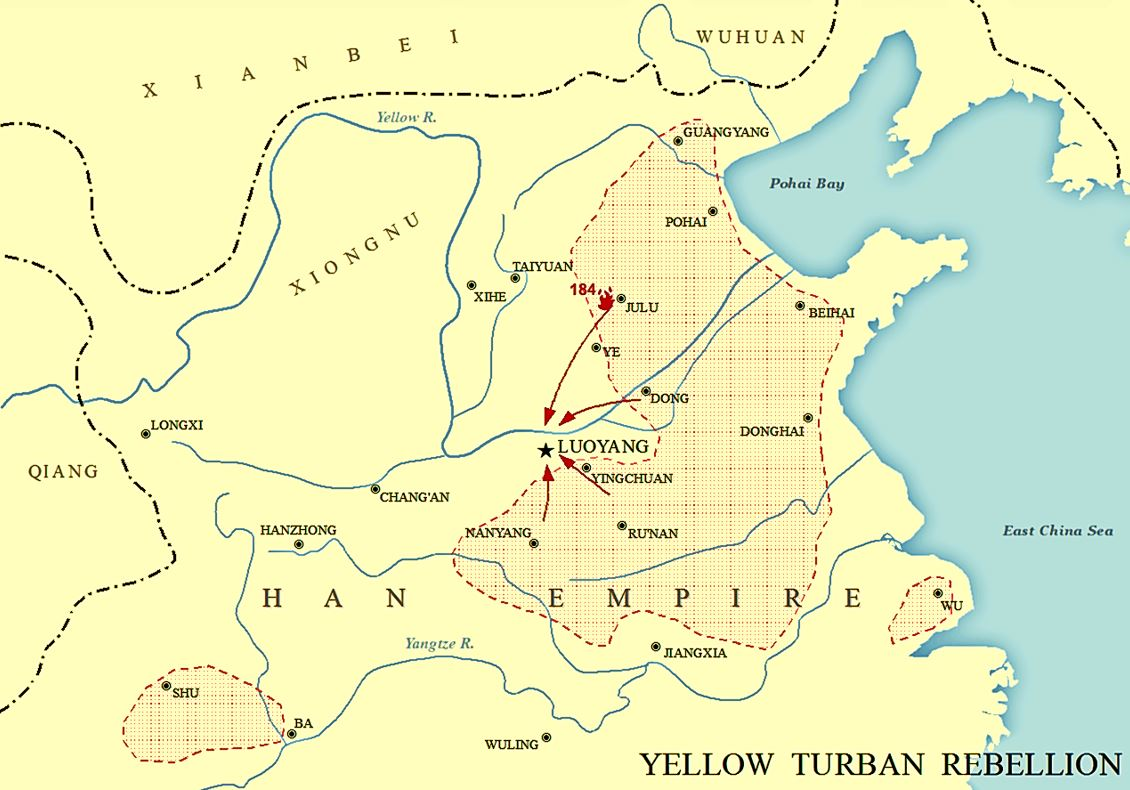
نقشه شورش دستار زردها را نشان می‌دهد.

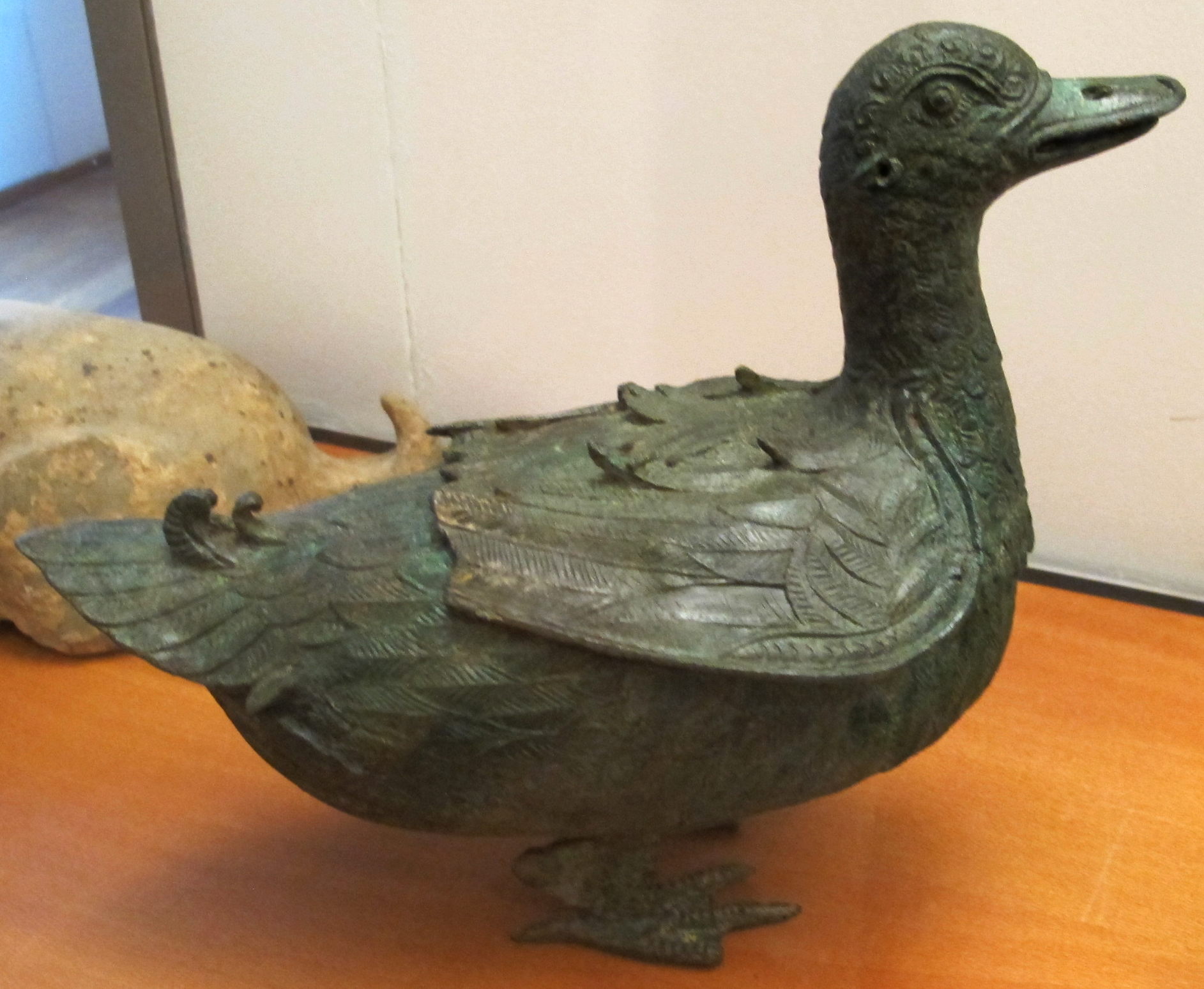
عود سوز هان شرقی و مجسمه برنزی به شکل اردک

در اواخر سلطنت امپراتور لینگ هان (۱۸۹–۱۶۸)، بسیاری از مقامات دربار امپراتوری به محض مرگ امپراتور لینگ، هرج و مرج را در صحنه سیاسی پیش‌بینی کردند. یکی از آن مقامات، لیو یان، در سال ۱۸۸ به امپراتور لینگ پیشنهاد کرد که ریشه شورش‌های ارضی در آن زمان، از جمله جدی‌ترین شورش، شورش دستار زردها در سال ۱۸۴، این بود که بازرسان (刺史) فاقد اختیارات اداری قابل توجهی بودند. امپراتور لینگ، که توسط لیو یان متقاعد شده بود، عنوان بازرسان را به «فرماندار» (牧) تغییر داد و به آنها این اختیار را داد که مالیات بگیرند و نیروهای مسلح را در داخل مرزها فرماندهی کنند. لیو یان به عنوان فرماندار استان یی (شامل حوضه سیچوان) مأمور شد، در حالی که چندین مقام مهم دیگر نیز فرماندار شدند، از جمله لیو یو، که به عنوان فرماندار استان یی منصوب شد (شامل شمال هبی، پکن، تیانجین و لیائونینگ امروزی). نفوذ فزاینده این فرمانداران استانی مبنایی بود که جنگ سالاران بعدی مناطق وسیعی از امپراتوری هان را کنترل می‌کردند.

### جنگ قدرت امپراتوری (۱۸۹)
امپراتور لینگ در سال ۱۸۹ درگذشت و پسر ۱۳ ساله‌اش، لیو بیان که به امپراتور شائو معروف شد، جانشین او شد. ملکه هو نایب السلطنه امپراتور جوان شد، در حالی که برادر بزرگتر او، ژنرال هو جین، قدرتمندترین مقام دربار امپراتوری شد. هو جین و یوان شائو نقشه کشیدند تا تمام ده ملازم، گروهی از صاحب منصبان با نفوذ در دربار را از بین ببرند، اما ملکه مادر، هو، نقشه آنها را نپذیرفت. در یک حرکت سرنوشت ساز، هو جین دونگ ژئو، یک جنگ‌سالار را که استان لیانگ (涼州؛ پوشش گانسوی کنونی) را کنترل می‌کرد، احضار کرد تا به پایتخت، لوئویانگ لشکرکشی کند تا ملکه هو را تحت فشار قرار دهد تا ده ملازم را از بین ببرد. پس از آنکه خواجه‌ها به نقشه هو جین پی بردند، او را به داخل کاخ کشاندند و او را به قتل رساندند (۲۲ سپتامبر ۱۸۹). در پاسخ، یوان شائو نگهبانان امپراتوری را در قتل‌عام بی‌رویه خواجه‌های کاخ رهبری کرد. خواجه‌های بازمانده امپراتور شائو و برادر کوچک‌ترش، شاهزاده هشت ساله چنلیو (که توسط مادربزرگش ملکه دواگر دونگ بزرگ شده بود) ربودند و به سمت شمال به سمت رودخانه زرد فرار کردند، اما در نهایت مجبور شدند با انداختن خود به رودخانه خودکشی کنند.
دونگ ژئو به صحنه رسید و امپراتور شائو و شاهزاده چنلیو را پیدا کرد. امپراتور جوان عصبی و ترسناک ظاهر شد، در حالی که شاهزاده آرام و خونسرد بود و به دونگ ژئو دستور داد تا آنها را به قصر بازگرداند. دونگ ژئو از این فرصت استفاده کرد تا کنترل قدرت دولتی را در دست بگیرد و ارتش خود را به پایتخت بیاورد. چندی بعد، دونگ ژئو امپراتور شائو را خلع و مسموم کرد و شاهزاده چنلیو را جایگزین او کرد که به امپراتور شیان معروف شد. دونگ ژئو بر دربار امپراتوری تسلط داشت و خود را " صدر اعظم " (相國) نامید. دونگ ژئو همچنین به خود این امتیاز را داد که بدون نیاز به خلع سلاح یا درآوردن کفش‌هایش در دربار حضور یابد.

### مقاومت در برابر دونگ ژئو (۱۸۹–۱۹۱)

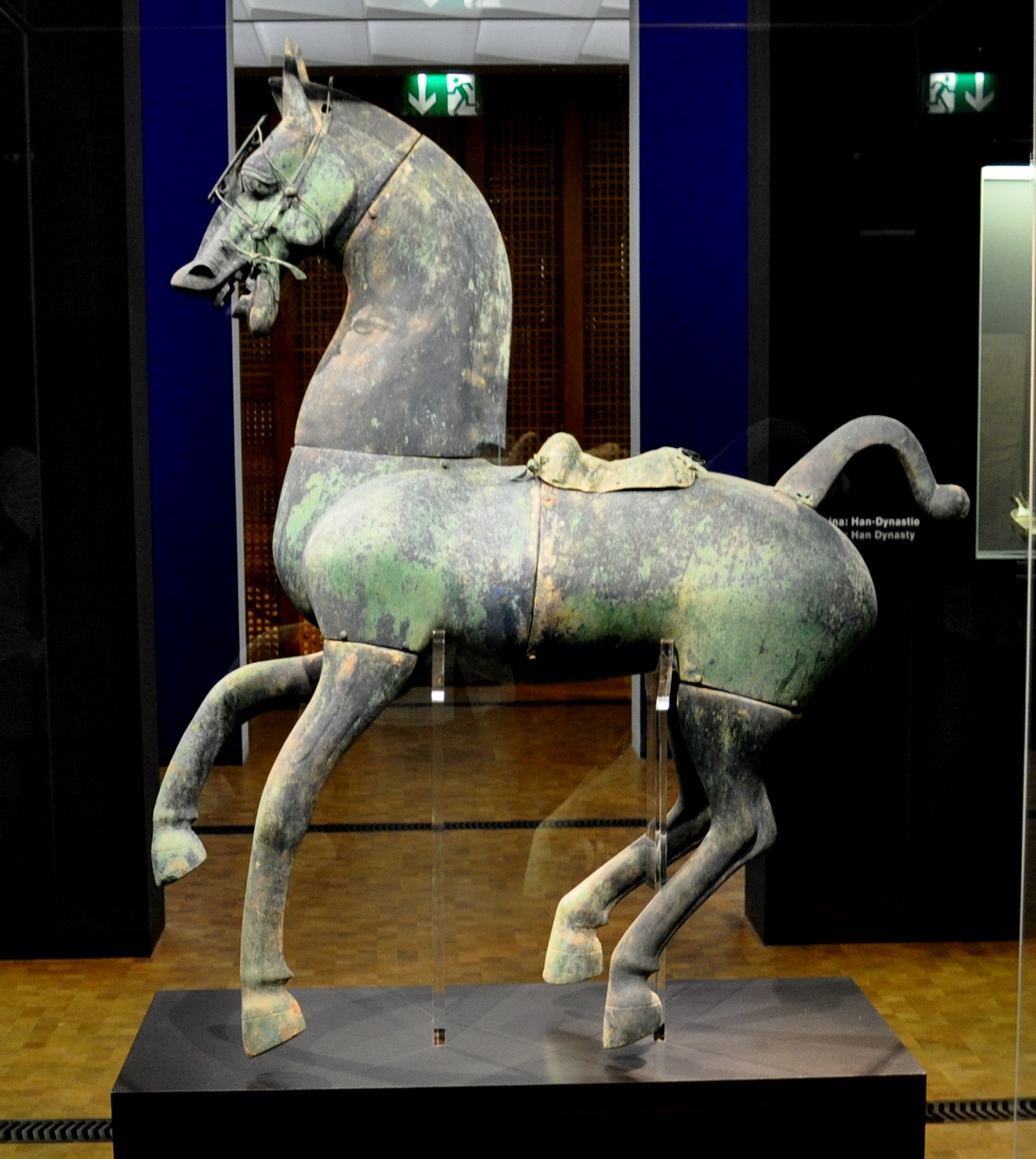
یک اسب پرنده هان شرقی، مجسمه برنزی، قرن دوم

در بهار سال ۱۹۰، چندین مقام استانی و جنگ‌سالاران، ائتلافی را علیه دونگ ژئو تشکیل دادند و ادعا کردند که او تصمیم دارد تاج و تخت را غصب کند و عملاً امپراتور شیان را ربوده است. یوان شائو، فرماندار بوهای (در اطراف کانگژو امروزی، هبی)، به عنوان رهبر ائتلاف برگزیده شد. ارتش ائتلاف در هنئی (河內؛ در جیائوزو، هنان کنونی) مستقر بودند و به نظر می‌رسید آماده حرکت به سمت پایتخت لوئویانگ هستند. با این حال، ائتلاف در واقع نسبتاً به هم ریخته بود و یوان شائو فرماندهی مؤثری بر کل اتحاد نداشت. علاوه بر این، اعضای ائتلاف نیز برای رویارویی مستقیم با دونگ ژئو و ارتش قوی استان لیانگ مردد بودند. با این حال، دونگ ژو مضطرب بود و تصمیم گرفت برای اجتناب از ائتلاف، پایتخت را به چانگان در غرب منتقل کند. حدود یک ماه بعد، دونگ ژئو، امپراتور شیان و دربار امپراتوری را مجبور کرد به همراه ساکنان لوئویانگ به چانگان نقل مکان کنند و در این روند دستور داد پایتخت سابق با آتش بسوزانند. در طول این حرکت، دونگ ژئو در نزدیکی لوئویانگ باقی ماند و آماده مقاومت در برابر هرگونه حمله ائتلاف به او بود. در سال ۱۹۱، ائتلاف تلاش کرد تا موقعیت دونگ ژئو را با پیشنهاد به سلطنت رساندن لیو یو، که از زمانی که عضوی از قبیله سلطنتی بود، واجد شرایط امپراتوری شود، مشروعیت‌زدایی کند. لیو یو به امپراتور شیان وفادار ماند و قاطعانه از گرفتن تاج و تخت امتناع کرد. در حالی که اعضای ائتلاف به مشاجره بر سر نقشه‌های نبرد ادامه می‌دادند، یک ژنرال کوچک زیر نظر یوان شو، سون جیان، ریسک حساب شده‌ای را پذیرفت و مستقیماً به دونگ ژئو در نزدیکی لوئویانگ حمله کرد. پس از کسب چندین پیروزی بر نیروهای دونگ ژئو، سون جیان در نهایت دونگ ژئو را مجبور به عقب‌نشینی به چانگ آن کرد و لوئویانگ تحت کنترل ائتلاف قرار گرفت.
برای ماه‌های بعدی تا پایان سال ۱۹۱، ائتلاف، اقدامات بیشتری علیه دونگ ژئو انجام نداد و در نهایت منحل شد و اعضای آن به پایگاه‌های مربوط خود بازگشتند. به زودی، چندین مقام به فکر کنترل و حکومت بر سرزمین‌های خود مانند امپراتوران افتادند. برجسته‌ترین جنگ‌سالارانی که در آن زمان ظهور کردند عبارتند از:
- یوان شائو، که کنترل استان جی (که مرکز و جنوب هبی و هنان شمالی امروزی را پوشش می‌دهد) از هان فو در سال ۱۹۱ به دست گرفت.
- لیو یان که کنترل استان یی را در دست داشت.
- لیو بیائو، که کنترل استان جینگ (شامل هوبی و هونان امروزی) را در اختیار داشت.
- یوان شو، برادر ناتنی یوان شائو (عموزاده)، که منطقه جنوب رودخانه هوای (شامل شمال و مرکز آنهویی امروزی) را کنترل می‌کرد.

با این حال، علاوه بر این جنگ سالاران بزرگ، با گذشت زمان، کل امپراتوری هان عملاً به بلوک‌های کوچکی تقسیم شد که هر یک توسط یک جنگ سالار محلی کنترل می‌شد.

## مرگ دونگ ژئو و ادامه جنگ (۱۹۲–۱۹۶)

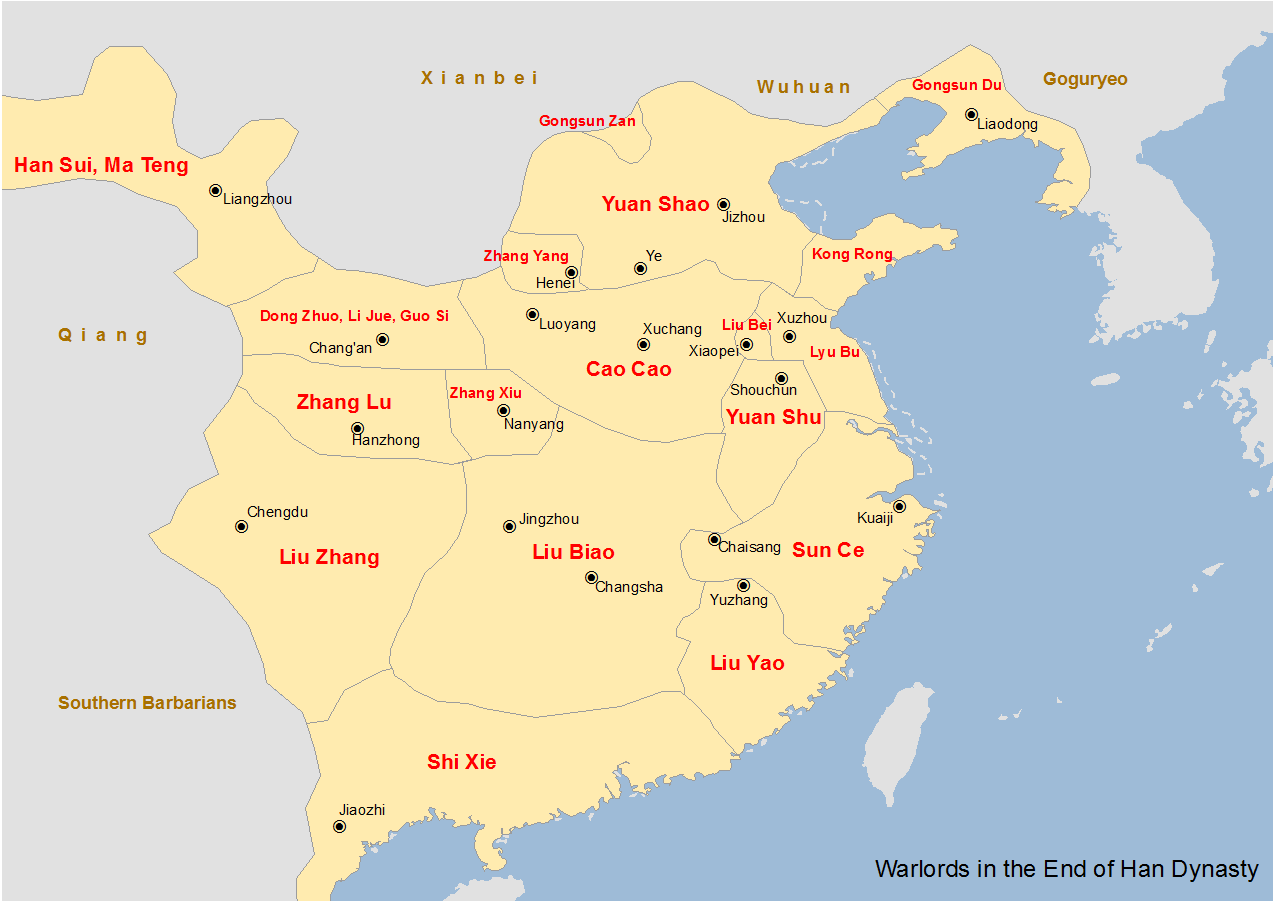
نقشه ای که جنگ سالاران اصلی چین را در دهه ۱۹۰ نشان می‌دهد.

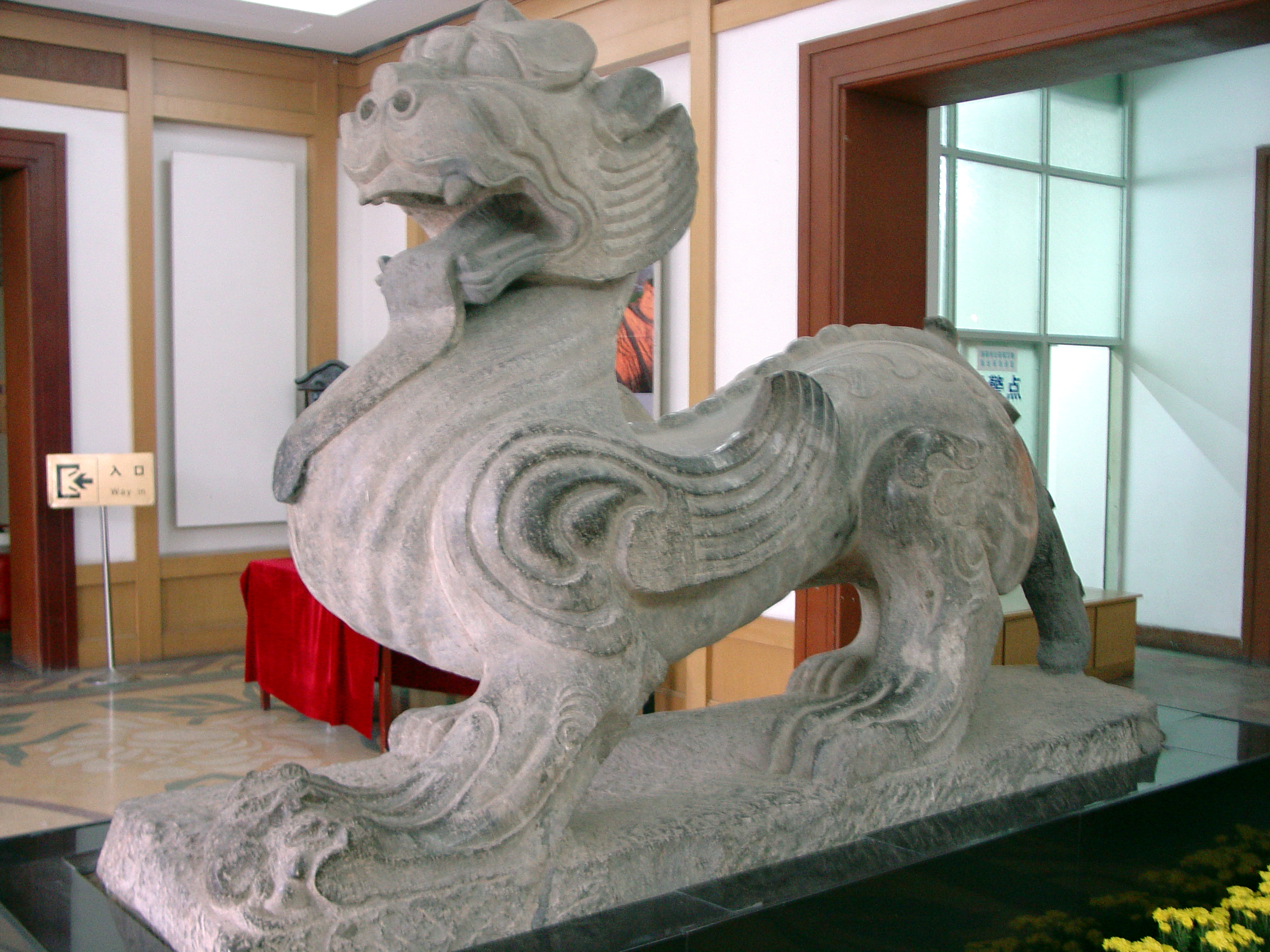
نگهبان مقبره سنگی حکاکی شده هان شرقی (تیانلو)؛ موزه شهر لویانگ

### مرگ و سرانجام دونگ ژئو (۱۹۲)
پس از اینکه دونگ ژئو به چانگان عقب‌نشینی کرد، کنترل شدیدتری بر دولت داشت و با تمام مخالفان علیه خود ظالمانه برخورد کرد. وزیر کشور وانگ یون و چند مقام دیگر، از جمله هوانگ وان (黃琬)، شیسون روئی (士孫瑞) و یانگ زان (楊瓚)، برای از بین بردن دونگ ژئو نقشه کشیدند. آنها در نهایت پسر خوانده دونگ ژئو، لو بو را متقاعد کردند که به آنها بپیوندد. لو بو از دونگ ژئو کینه داشت، زیرا دونگ ژئو تقریباً یک بار او را در هنگام عصبانیت بکشد، و همچنین به این دلیل که می‌ترسید رابطه مخفیانه‌اش با یکی از خدمتکاران دونگ ژئو برملا شود. در ماه مه ۱۹۲، توطئه گران به رهبری لو بو و وانگ یون، دونگ ژئو را ترور کردند و قبیله او را سلاخی کردند.
پس از مرگ دونگ ژئو، اعتقاد بر این بود که هرج و مرج ناشی از «حکومت وحشت» دونگ ژئو فروکش خواهد کرد و دولت مرکزی به حالت اولیه خود باز خواهد گشت. با این حال، اگرچه وانگ یون به عنوان وزیری توانا در نظر گرفته می‌شد، اما به تدریج مغرور شد و چندین اشتباه کلیدی مرتکب شد که باعث سقوط او شد. او نتوانست روابط خوب خود را با لو بو حفظ کند و به شدت از عفو برای پیروان بازمانده دونگ ژئو امتناع ورزید و دستور داد که آنها را نابود کنند. این باعث شد تا افراد دونگ ژئو از اینکه ممکن است قتل‌عام شوند ترس داشته باشند. داماد دونگ ژو، نیو فو ، کنترل نیروهای دونگ ژئو در استان لیانگ را به دست گرفت و در برابر وانگ یون مقاومت کرد، اما بعداً در یک حادثه آتش‌سوزی دوستانه جان باخت. زیردستان نیو فو، لی جو، گو سی و ون چو، می‌خواستند تسلیم دربار امپراتوری شوند، اما از آنجایی که قبلاً در برابر وانگ یون مقاومت کرده بودند، وانگ اکنون درخواست آنها را برای عفو رد کرد. لی جوئه، گو سی و ون چو ارتش خود را رهبری کردند تا به چانگان حمله کنند و کنترل دولت را به دست گرفتند. وانگ یون به همراه خانواده اش دستگیر و اعدام شد، در حالی که لو بو شکست خورد و رانده شد.

### ادامه جنگ (۱۹۳–۱۹۶)
پس از به دست گرفتن کنترل دربار امپراتوری در چانگان، لی جوئه، گوا سی و فن چو بدون توجه به رفاه دولت هر طور که می‌خواستند انجام دادند. همزمان، جنگ‌سالاران استانی در سراسر چین برای گسترش قلمروهای خود یا پیشبرد منافع شخصی خود با یکدیگر جنگیدند. برخی از آن جنگ سالاران با نیروهای لی جو دوست بودند، در حالی که برخی دیگر با آنها دشمنی کردند، حتی اگر همه آنها اسماً امپراتور شیان را به عنوان حاکم مستقل چین تصدیق کردند.
در سال ۱۹۳، درگیری مسلحانه بین جنگ سالاران شمالی لیو یو و گونگسون زان آغاز شد. لیو یو به شدت با جنگ مخالفت کرد در حالی که گونگسون زان به‌طور مداوم علیه یوان شائو می‌جنگید. لیو یو و گونگسون زان در یادبودهای مربوط خود به امپراتور شیان اتهاماتی را علیه یکدیگر مطرح کردند. در نهایت لیو یو نتوانست گونگسون زان را تحمل کند و به دومی حمله کرد، اما شکست خورد و کشته شد.
در سال ۱۹۵، زمانی که لی جوئه و گو سی با هم فن چو را کشتند، آشوب در چانگان رخ داد و بعداً علیه یکدیگر قرار گرفتند. لی جوئه امپراتور شیان را گروگان گرفت در حالی که گو سی مقامات امپراتوری را ربود و هر دو طرف درگیر جنگ شدند. در اواخر همان سال، لی جو و گو سی صلح کردند و موافقت کردند که امپراتور شیان به پایتخت قدیمی، لوئویانگ بازگردد، اما بعداً از تصمیم خود پشیمان شدند و او را تعقیب کردند. در حالی که لی جو و گو سی هرگز نتوانستند امپراتور شیان را دوباره دستگیر کنند، دربار امپراتوری ضعیف شد و قادر به دفاع از خود نبود. از آنجایی که لوئویانگ قبلاً در زمان دونگ ژئو در اثر آتش‌سوزی ویران شده بود، شهر فاقد وسایل ضروری برای زندگی بود و بسیاری از مقامات از گرسنگی مردند یا به آدمخواری متوسل شدند. در همین زمان، مشاور یوان شائو، جو شو به او پیشنهاد داد که از امپراتور شیان در استان خود استقبال کند تا بتواند کنترل مؤثری بر دولت داشته باشد. با این حال، مشاوران دیگر یوان، گو تو و چونیو چیونگ با دیدگاه جو شو مخالفت کردند و ادعا کردند که اگر یوان امپراتور شیان را به قلمرو خود بیاورد، باید در مورد تصمیمات کلیدی به امپراتور تسلیم شود و از مقررات مناسب دادگاه پیروی کند. یوان شائو در پذیرش امپراتور مردد ماند.

## اتحاد مجدد تدریجی زیر نظر سائو سائو (۱۹۶–۲۰۷)

### استفاده سائو سائو از امپراتور شیان به عنوان مقام رسمی
در حالی که یوان شائو هنوز در مورد استقبال یا عدم استقبال از امپراتور شیان بلاتکلیف بود، سائو سائو از موقعیت استفاده کرد و امپراتور را به قلمرو خود آورد. در آن زمان، سائو سائو هنوز یک جنگ سالار نسبتاً کوچک بود و فقط استان یان (兗州؛ که غرب شاندونگ و هنان شرقی امروزی را پوشش می‌داد) تحت کنترل او بود. در سال ۱۹۶، سائو سائو ارتش خود را به سمت لوئویانگ هدایت کرد. او با دونگ چنگ و یانگ فنگ (که از امپراتور شیان در برابر لی جوئه و گو سی محافظت می‌کردند) روبرو شد، آنها را به وفاداری خود متقاعد کرد و اجازه یافت با امپراتور ملاقات کند. به‌طور نمادین، سائو سائو قدرت را با دیگر مقامات و اشراف تقسیم می‌کرد، اما در واقع، او کنترل را در دست داشت، اما با این حال اطمینان داد که با مقامات و اشراف با احترام رفتار می‌شود، از این رو با حداقل مخالفت در دربار امپراتوری مواجه شد. بعداً، سائو سائو امپراتور را به پایگاه خود در خو (許؛ شوچانگ کنونی، هنان) همراهی کرد و پایتخت جدید را در آنجا تأسیس کرد.
از آن زمان به بعد، اگرچه سائو سائو به‌طور نمادین تابع امپراتور شیان بود، او در واقع قدرت دولتی را در اختیار داشت و دربار امپراتوری را کنترل می‌کرد. با وجود این، کائو کائو هرگز به امپراتور شیان بی‌احترامی نکرد و در عوض، امپراتور را طبق مقررات رسمی امپراتوری تجلیل کرد. سائو سائو همچنین فرمان‌های امپراتوری را به نام امپراتور شیان به دیگر جنگ‌سالاران صادر کرد و به آنها دستور داد که در مقابل قدرت امپراتوری تسلیم شوند، در حالی که در واقع تسلیم او بودند. یوان شائو از جمله کسانی بود که فرمان‌های سائو سائو را دریافت کرده بود. تنها پس از آن یوان شائو متوجه شد که فرصت استفاده از امپراتور برای کنترل جنگ‌سالاران دیگر را از دست داده است.

### به قدرت رسیدن سائو سائو (۱۹۶–۱۹۹)

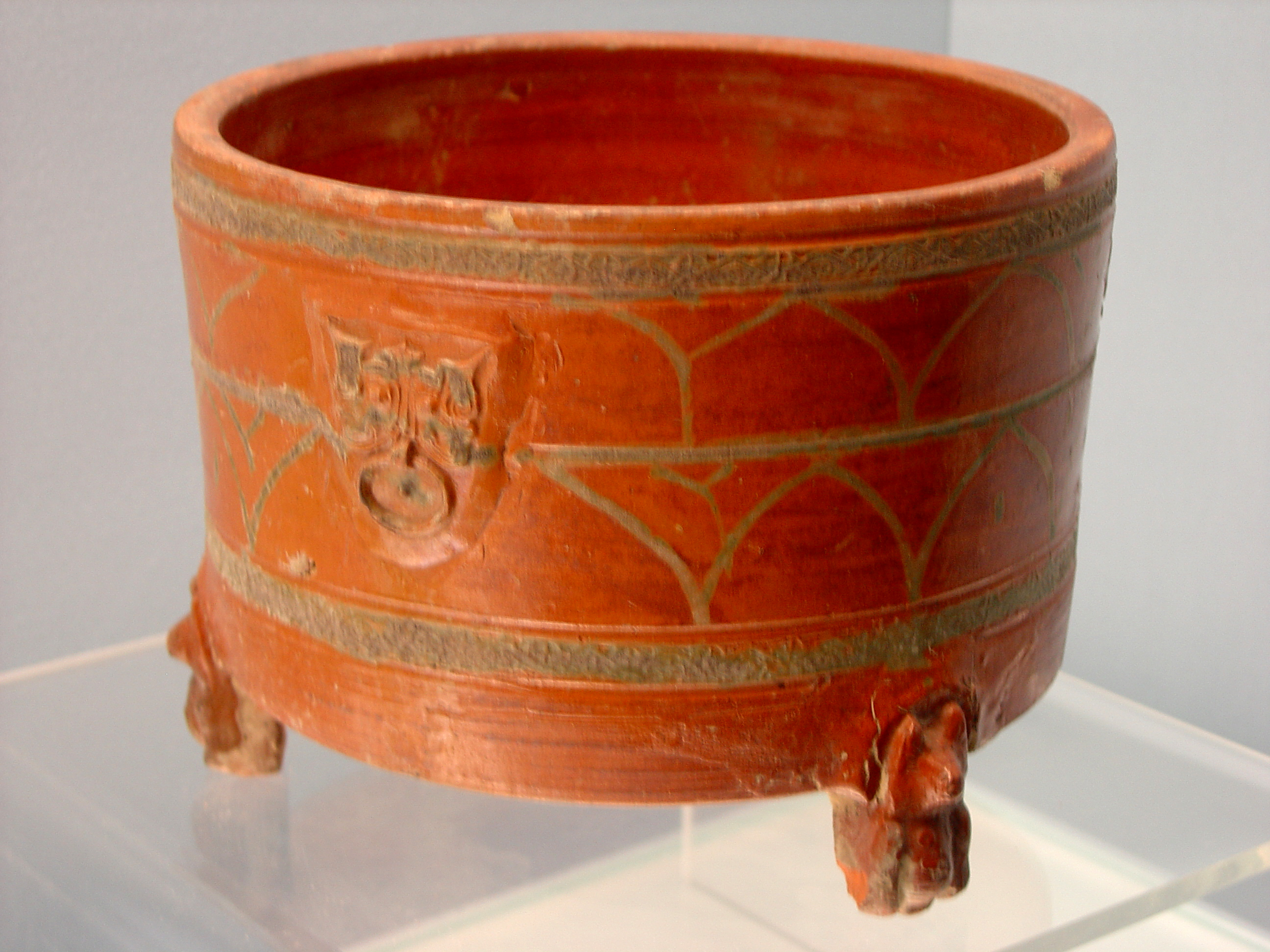
جعبه لوازم آرایشی سرامیکی لعابدار هان شرقی با پایه‌های زئومورفیک

حتی پس از انتقال به پایتخت جدید در ژو، دولت مرکزی همچنان فاقد بودجه و منابع غذایی بود. همان‌طور که توسط زائو ژی (棗祇) پیشنهاد شد، سائو سائو یک سیاست جدید را برای ارتقای تولیدات کشاورزی اجرا کرد که در آن سربازان برای کشت محصولات فرستاده می‌شدند و برداشت بین ارتش و جمعیت غیرنظامی تقسیم می‌شد. این سیاست نتایج قابل ستایشی را به همراه داشت زیرا منطقه اطراف ژو به زمین‌های کشاورزی بسیار تولیدی تبدیل شد و مشکل کمبود مواد غذایی حل شد.
در این زمان، برجسته‌ترین جنگ‌سالاران در چین عبارت بودند از:
- یوان شائو، که استان‌های جی، بینگ و چینگ را کنترل می‌کرد (که بیشتر مناطق هبی، شانشی و شاندونگ امروزی را پوشش می‌دهد). برخی از قلمروها توسط سه پسر یوان شائو (یوان تان، یوان شی و یوان شانگ) و برادرزاده (گائو گان) اداره می‌شدند.
- یوان شو، که بیشتر آنهویی کنونی و بخش‌هایی از جیانگ سو را کنترل می‌کرد.
- گونگسون زان، که کنترل استان یو، از جمله پکن، تیانجین و لیائونینگ غربی امروزی را در دست داشت.
- لیو بیائو، که کنترل استان جینگ (شامل هوبی و هونان امروزی) بود.
- لیو ژانگ، که کنترل استان یی (حوضه سیچوان) را پوشش می‌دهد.
- لو بو که کنترل استان ژو (که شمال جیانگسو امروزی) را از فرماندار قبلی لیو بی در دست گرفت.

هنوز بسیاری از جنگ‌سالاران کوچک دیگر وجود داشتند، و سائو سائو به ویژه به دنبال این بود که آنها را وادار کند که به او تسلیم شوند. در سال ۱۹۷، ژانگ شیو وانچنگ را به سائو سائو تسلیم کرد. با این حال، سائو سائو بعداً با عمه بیوه ژانگ شیو رابطه نامشروع داشت که باعث عصبانیت ژانگ شد. ژانگ که از ترور برنامه‌ریزی شده سائو سائو در زندگی او مطلع شد، شورش کرد و حمله غافلگیرانه ای را به سائو سائو در وانچنگ انجام داد. در این نبرد، پسر ارشد سائو سائو، سائو آنگ، برادرزاده سائو آنمین، و محافظ دیان وی کشته شدند و خود سائو سائو به سختی از مرگ فرار کرد. به توصیه جیا شو، ژانگ شیو سرانجام در زمستان ۱۹۹–۲۰۰ تسلیم سائو سائو شد. علاوه بر این، در سال ۱۹۷، سائو سائو توانست ما تنگ و هان سوئی را که استان‌های یونگ و لیانگ (که بیشتر مناطق شانشی و گانسو امروزی را پوشش می‌دهند) را متقاعد کند که تسلیم او شوند.
در آن سال، یوان شو خود را «پسر بهشت» در شوچون (壽春؛ شهرستان شو کنونی، آنهویی) اعلام کرد، اقدامی که به عنوان خیانت به دولت سلسله هان تلقی شد و باعث شد جنگ سالاران دیگر از آن به عنوان بهانه ای برای حمله به او استفاده کنند (به لشکرکشی علیه یوان شو مراجعه کنید). سون سه، پسر سون جیان، که بین سال‌های ۱۹۴ تا ۱۹۹ چندین منطقه را در جیانگدونگ فتح کرده بود، به اتحاد خود با یوان شو پایان داد و به یک فرمانده جنگی مستقل تبدیل شد. لو بو، که قبلاً متحد یوان شو نیز بود، روابط خود را با یوان قطع کرد و در نزدیکی شوچون به او شکست بزرگی داد. سائو سائو نیز به یوان شو حمله کرد و او را شکست داد. یوان شو تلاش کرد تا به شمال فرار کند تا به یوان شائو بپیوندد اما راه او مسدود شد و در بازگشت به شوچون در سال ۱۹۹ بر اثر بیماری درگذشت.
در سال ۱۹۸، یوان شائو تلاش کرد تا سائو سائو را متقاعد کند که پایتخت را به خوانچنگ (鄄城؛ در هزه، شاندونگ کنونی) که به قلمرو خود نزدیک‌تر بود، در تلاش برای گرفتن امپراتور شیان از سائو سائو منتقل کند، اما سائو نپذیرفت. در اواخر همان سال، سائو سائو به نیروهای لیو بی پیوست تا به لو بو حمله کنند و او را در نبرد شیاپی شکست دهند. لو بو به دستور سائو سائو دستگیر و اعدام شد و استان ژو تحت کنترل سائو قرار گرفت.
در سال ۱۹۹، گونگسون زان در نبرد ییجینگ توسط یوان شائو شکست خورد و با آتش زدن خود دست به خودکشی زد. قلمروهای گونگسون زان که تا مرزهای شمالی امپراتوری سلسله هان امتداد داشت، به‌طور کامل توسط یوان شائو ضمیمه شد. یوان شائو سپس توجه خود را به سمت جنوب به سمت سائو سائو معطوف کرد که یک قدرت نوظهور در مرکز چین بود. یوان شائو با لیو بیائو متحد شد و قصد حمله به سائو سائو را داشت.

### ائتلاف گواندو (۲۱۰–۲۰۱)
برخلاف توصیه جو شو و تیان فنگ، که استدلال می‌کردند که نیروهایشان پس از نبرد با گونگ سون زان خسته شده‌اند و نیاز به استراحت دارند، یوان شائو برای لشکرکشی به سائو سائو آماده شد، با اطمینان از اینکه ارتش بسیار بزرگترش می‌تواند به راحتی سائو سائو را درهم بشکند. در حالی که سائو سائو خود را برای نبرد آماده می‌کرد، متوجه شد که دونگ چنگ، لیو بی و چند مقام دیگر علیه او توطئه می‌کردند. در اوایل سال ۲۰۰، لیو بی از فرصتی برای جدا شدن از سائو سائو و به دست گرفتن کنترل استان ژو استفاده کرد، پس از کشتن چه ژو، فرماندار منصوب سائو سائو در این استان (車冑). از سوی دیگر، دونگ چنگ و دیگران در حال برنامه‌ریزی برای کشتن سائو سائو بودند. اما این توطئه فاش شد و همه توطئه گران پایتخت به همراه خانواده‌هایشان قتل‌عام شدند. سپس سائو سائو با حمله به لیو بی در استان ژو ریسک کرد و جناح خود را برای حملات یوان شائو باز گذاشت. با این حال، سائو سائو انتخاب درستی کرد زیرا یوان شائو به اصرار تیان فنگ برای استفاده از فرصت حمله به او توجه نکرد. لیو بی شکست خورد و او به شمال گریخت تا به یوان شائو بپیوندد. ژنرال لیو بی، گوان یو تسلیم سائو سائو شد و به‌طور موقت زیر نظر سائو خدمت کرد.

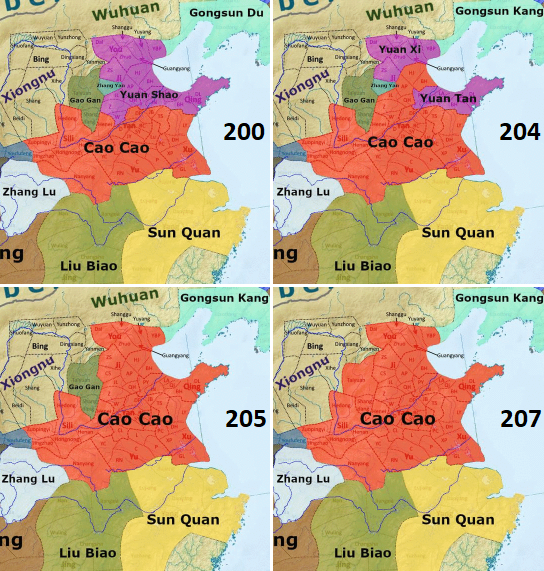
فتوحات سائو سائو از قبیله یوان ۲۰۰–۲۰۷

تنها پس از شکست لیو بی، یوان شائو شروع به اجرای نقشه خود برای حمله به سائو سائو کرد، اما این بار تیان فنگ با تصمیم او مخالفت کرد و گفت که فرصت آنها گذشته است. یوان شائو از تیان فنگ عصبانی شد و تیان را به زندان انداخت و پس از آن ارتش خود را به سمت جنوب هدایت کرد تا به سائو سائو حمله کند. در نبرد بوما، ژنرال یوان شائو، یان لیانگ توسط گوان یو کشته شد، در حالی که یکی دیگر از ژنرال‌های یوان، ون چو، در عملیاتی علیه نیروهای سائو سائو کشته شد. روحیه ارتش یوان شائو به شدت تحت تأثیر از دست دادن دو ژنرال قرار گرفت.
در اواخر سال ۲۰۰، ارتش یوان شائو و سائو سائو سرانجام در گواندو (官渡؛ در ژنگژو امروزی، هنان)، در جنوب رودخانه زرد با هم درگیر شدند. یوان شائو دو مزیت نسبت به سائو سائو داشت - برتری عددی و مقدار بیشتری از تدارکات، اما نیروهای سائو سائو بهتر از او آموزش دیده بودند. پس از چند درگیری جزئی، هر دو طرف در بن‌بست رسیدند، تا اینکه سائو سائو شخصاً یک گروه کوچک را در حمله غافلگیرانه به انبار تدارکات یوان شائو در ووچائو، که توسط چونیو کیونگ از آن دفاع می‌شد، رهبری کرد. به جای ارسال نیروهای کمکی به ووچائو، یوان شائو ژانگ هی و گائو لان (高覽) را برای حمله به اردوگاه سائو سائو فرستاد اما ناموفق بود. سقوط ووچائو ضربه بزرگی به روحیه ارتش یوان شائو وارد کرد که متعاقباً توسط نیروهای سائو سائو از بین رفت. یوان شائو از شمال رودخانه زرد فرار کرد در حالی که بیشتر سربازانش یا کشته شدند یا تسلیم سائو سائو شدند. از آن نقطه به بعد، اگرچه یوان شائو همچنان به عنوان یک بازیگر اصلی قدرت باقی می‌ماند، او دیگر نمی‌توانست برتری روزافزون سائو سائو را به چالش بکشد. سپس، نیروهای شکست خورده یوان را در جنوب رودخانه زرد در نبرد کانگتینگ (۲۰۱) نابود کرد و کارزار گواندو را به پایان رساند.

### سقوط ستون قدرت یوان شائو (۲۰۲–۲۰۷)

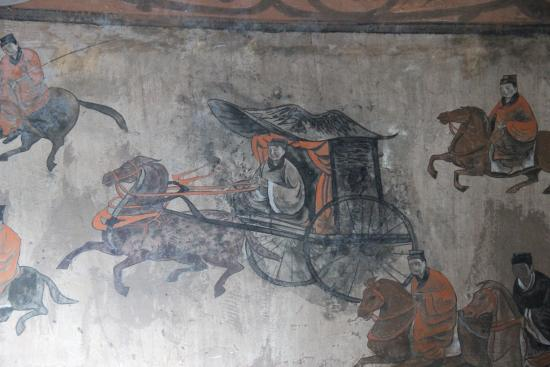
نقاشی دیواری اواخر شرقی هان که ارابه‌ها و سواره نظام را از مقبره‌های داهوتینگ نشان می‌دهد.

پس از مرگ یوان شائو بر اثر بیماری در سال ۲۰۲، جنگ جانشینی بین پسر بزرگش یوان تان و پسر سوم یوان شانگ شکل گرفت. چندین سال قبل از مرگ یوان شائو، بر اساس ترتیب سنتی جانشینی، یوان تان باید به عنوان وارث ظاهری تعیین می‌شد، اما از آنجایی که لیدی لیو همسر یوان شائو از یوان شانگ حمایت می‌کرد، یوان شائو یوان تان را پس از مرگ توسط عموی او، یوان چنگ (袁成) به فرزندی پذیرفت. یوان شائو سپس قلمروهای خود را بین پسرانش و برادرزاده‌اش گائو گان تقسیم کرد، ظاهراً برای اینکه بتواند توانایی‌های آنها را تعیین کند. پایگاه او در استان جی به یوان شانگ داده شد، یوان تان استان چینگ را کنترل کرد، یوان شی استان شما را اداره کرد و گائو گان بر استان بینگ حکومت کرد. در بستر مرگ، یوان شائو هیچ دستورالعمل صریحی در مورد اینکه چه کسی باید جانشین او شود، نگذاشت. از پیروان یوان شائو، پانگ جی و شن پی از یوان شانگ حمایت کردند، در حالی که شین پینگ و گوتو از یوان تان حمایت کردند. پس از مرگ یوان شائو، بیشتر زیردستان او در ابتدا می‌خواستند یوان تان ارباب جدید آنها باشد زیرا او بزرگ‌ترین پسر بود. با این حال، شن پی و پنگ جی وصیت نامه ای جعل کردند و یوان شانگ را به عنوان جانشین نام بردند. یوان تان خشمگین شد و به بهانه حمله به سائو سائو، نیروهای خود را بسیج کرد و توجه سائو را به خود جلب کرد و سائو پیشگیرانه اقدام به مقابله به مثل کرد. یوان شانگ به کمک برادر بزرگترش آمد و آنها در نبرد لیانگ با سائو سائو بی‌نتیجه جنگیدند.
در سال ۲۰۳، سائو سائو یک پیروزی بزرگ در برابر یوان‌ها به دست آورد، که به مرکز استان جی، یی (鄴) عقب‌نشینی کردند. سپس سائو سائو قصد داشت یی را محاصره کند، اما بعداً پس از توجه به توصیه‌های گو جیا، نیروهای خود را عقب کشید. گو جیا استدلال کرد که اگر سائو سائو یوان‌ها را تحت فشار قرار دهد، ممکن است علیه دشمن مشترک متحد شوند. با این حال، اگر سائو سائو عقب‌نشینی می‌کرد، برادران یوان ناراضی شروع به جنگ می‌کردند. پیش‌بینی گو جیا بعداً زمانی که یوان تان که هنوز از یوان شانگ به دلیل دریافت ارث بزرگتر کینه‌توز بود، به حقیقت پیوست، به یوان شانگ حمله کرد، اما نیروهای او در استان چینگ به یوان شانگ فرار کردند. یوان تان به پینگیوان (در دژو امروزی، شاندونگ) گریخت و در آنجا توسط یوان شانگ محاصره شد. یوان تان از سائو سائو کمک گرفت و سائو برای حمله به یی به سمت شمال پیشروی کرد و یوان شانگ را مجبور کرد تا محاصره پینگیوان را بردارد. در اوایل سال ۲۰۴، یوان شانگ به اشتباه معتقد بود که سائو سائو عقب‌نشینی کرده است، بنابراین دوباره به برادرش در پینگیوان حمله کرد. سائو ائو یک بار دیگر به یی حمله کرد و یوان شانگ برای دفاع از پایگاه خود به عقب رفت اما توسط سائو سائو شکست خورد. یوان شانگ سپس به شمال به ژونگشان (در شیجیاژوانگ امروزی، هبی) گریخت و یی به دست سائو سائو افتاد. گائو گان نیز استان بینگ را به سائو سائو تسلیم کرد.
در طول محاصره سائو سائو در یی، یوان تان به حمله به یی کمک نکرد، اما به دنبال تصرف سرزمین‌های یوان شانگ بود و یوان شانگ را در ژونگشان شکست داد. یوان شانگ به سمت شمال گریخت تا به یوان شی در استان یو بپیوندد. سائو سائو اکنون یوان تان را متهم کرد که اعتماد به اتحاد را نقض کرده است، بنابراین او برای حمله به او به شرق چرخید و آخرین دژ یوان تان در نانپی (南皮؛ در کانگجو امروزی، هبی) را تصرف کرد و یوان را کشت. در همین حال، در استان یو، زیردست یوان شی، جیائو چو (焦觸) شورش کرد و به سائو سائو تسلیم شد و یوان شی و یوان شانگ را مجبور کرد تا به سمت شمال فرار کنند تا به قبایل ووهوان به رهبری تادون بپیوندند. در همین زمان، گائو گان نیز علیه سائو سائو شورش کرد، اما در حالی که تلاش می‌کرد برای پیوستن به لیو بیائو به جنوب فرار کند، توسط ۲۰۶ شکست خورد و کشته شد.
در سال ۲۰۷، ارتش سائو سائو برای حمله به ووهوان به سمت شمال حرکت کرد و آنها را در نبرد کوه گرگ سفید شکست داد. تادون در نبرد کشته شد در حالی که یوان شی و یوان شانگ به گونگ سون کانگ، فرمانده جنگی که بیشتر لیائونینگ کنونی را کنترل می‌کرد، پناه گرفتند. گونگ سون کانگ می‌ترسید که یوان‌ها علیه او برگردند و قلمرو او را تصرف کنند، بنابراین او آنها را اعدام کرد و سر آنها را برای سائو سائو فرستاد. در این زمان، قبیله یوان از بین رفته بود و بسیاری از شمال چین تحت کنترل سائو سائو متحد شده بود.

### تحولات در جنوب چین (۱۹۴–۲۰۸)
در طول اتحاد مجدد خود با شمال چین، سائو سائو هیچ لشکرکشی بزرگی به جنوب انجام نداد در حالی که منتظر فرصتی برای اقدام علیه سه جنگ سالار برجسته باقی مانده بود: سان کوان، که پس از مرگ برادر بزرگترش سون تسه در سال ۲۰۰ جانشین شد. لیو بیائو، فرماندار استان جینگ؛ و لیو ژانگ، فرماندار استان یی. در آن زمان، سان کوان در حال توسعه قلمروهای خود در جیانگدونگ و تقویت نیروهای نظامی خود بود. در سال ۲۰۸، سان کوان، هوانگ زو، دست نشان لیو بیائو را در نبرد جیانگ شیا شکست داد و کشت و بیشتر قلمرو هوانگ را در جیانگ شیا (江夏؛ منطقه شینژو امروزی، ووهان، هوبی) تصرف کرد.
در حالی که سائو سائو به قبیله یوان در شمال چین حمله می‌کرد، لیو بی به جنوب گریخت تا به لیو بیائو بپیوندد و به یک دست نشانده تحت فرمان او تبدیل شد، که او را در مرز شمالی در شهرستان شینیه مستقر کرد تا سائو سائو را در خلیج نگه دارد.  حمله اولیه سائو به لیو بی در نبرد بووانگ (۲۰۲) دفع شد.

## اتحاد لیو بی و سون کوان (۲۰۸–۲۰۹)

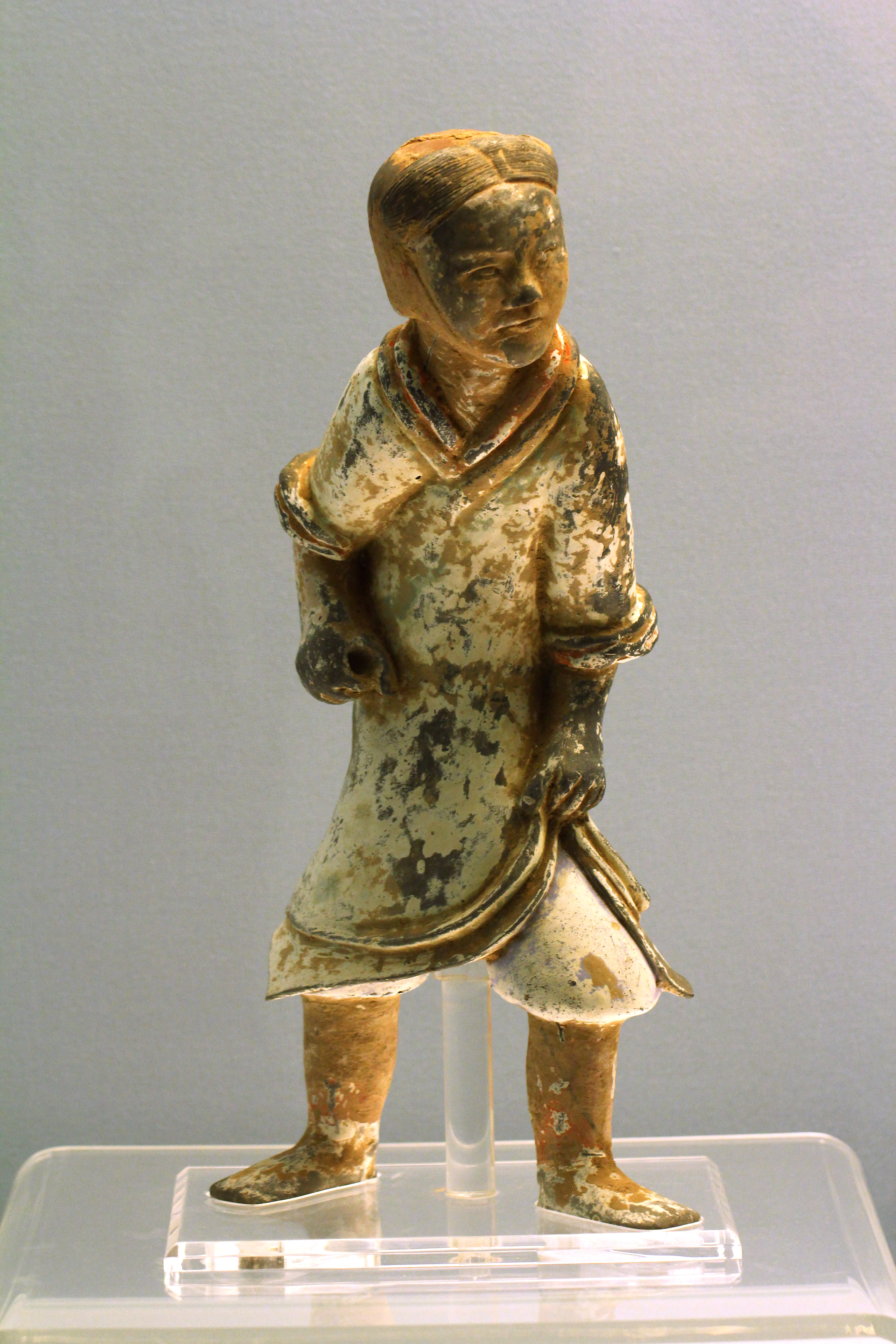
مجسمه سرامیکی هان شرقی یک سرباز با نیزه گم شده.

### تهاجم سائو سائو به استان جینگ (۲۰۸)
در سال ۲۰۸، سائو سائو لشکرکشی به جنوب برای فتح استان جینگ لیو بیائو راه اندازی کرد. لیو بیائو بیمار بود و در حال مرگ بود که جنگ جانشینی بین پسرانش لیو چی و لیو کونگ درگرفت. پس از شکست هوانگ زو، لیو چی توسط لیو بیائو به عنوان مدیر جیانگ شیا منصوب شد که قبلاً توسط هوانگ اداره می‌شد. لیو کونگ، که توسط لیدی کای، همسر دوم لیو بیائو (به دلیل ازدواج با خواهرزاده‌اش) مورد علاقه بود، در مرکز استان جینگ، شیانگ یانگ، باقی ماند. لیو کونگ پس از مرگ پدرش فرماندار جدید استان جینگ شد. لیو کونگ از ترس اینکه ممکن است در دو جبهه (سائو سائو در شمال و لیو چی در جنوب شرقی) گرفتار جنگ شود، تسلیم سائو سائو شد و بیشتر استان جینگ تحت کنترل سائو سائو قرار گرفت. لیو بی حاضر به تسلیم شدن به سائو سائو نشد و به جنوب گریخت. در طول راه، یکی از واحدهای سواره نظام سبک سائو سائو با نیروهای عقب‌نشینی لیو بی (شامل غیرنظامیان) برخورد کرد و آنها را در نبرد چانگبان شکست داد. لیو بی جان خود را برداشت و به دانگ یانگ (當陽؛ در ییچانگ امروزی، هوبی) گریخت.
در جیانگ‌دونگ، سون کوان از سوی ارتش نزدیک به سائو سائو احساس خطر کرد و لو سو را فرستاد تا دربارهٔ تشکیل اتحاد با لیو بی و لیو چی علیه سائو سائو صحبت کند. کائو کائو نامه ای به سان کوان نوشت که قصد داشت سان کوان را بترساند تا وو را تسلیم کند. تعداد ارتش کائو کائو ۲۲۰٬۰۰۰ نفر تخمین زده می‌شد، اگرچه خود سائو ادعا می‌کرد که ۸۰۰٬۰۰۰ سرباز دارد. سون کوان ۳۰٬۰۰۰ نفر داشت، در حالی که نیروهای ترکیبی لیو بی و لیو چی حدود ۱۰٬۰۰۰ نفر بودند. بسیاری از پیروان سون کوان، از جمله ژانگ ژائو، به شدت از تسلیم شدن به دلیل نیروهای بسیار زیاد سائو سائو حمایت کردند. با این حال، سون کوان امتناع کرد زیرا با دیدگاه ژو یو و لو سو موافق بود که سائو سائو ممکن است او را حتی در صورت تسلیم شدن، رها نکند. در اواخر سال ۲۰۸، با کمک ژو یو، لو سو، و ژوگه لیانگ (که نماینده لیو بی در تبادل دیپلماتیک بودند)، اتحادی بین سون کوان و لیو بی علیه سائو سائو تشکیل شد.

### نبرد صخره‌های سرخ (۲۰۸)
سان کوان ژو یو را به فرماندهی ۳۰٬۰۰۰ سرباز خود که عمدتاً در کشتی‌های نیروی دریایی مستقر بودند، قرار داد. ژو یو در ارتباط با لیو بی، که ارتشش در خشکی پادگان داشت، یک موقعیت دفاعی ایجاد کرد. در حدود این زمان، طاعون در حال گسترش به‌طور قابل توجهی نیروهای سائو سائو را تضعیف کرد. هوانگ گای، زیردست ژو یو وانمود کرد که به سمت سائو سائو می‌رود و توسط سائو سائو پذیرفته شد. هوانگ گای گروه کوچکی از مردان را با خود آورد و با قایق به سمت پایگاه سائو سائو حرکت کرد. با نزدیک شدن قایق‌ها به ناوگان سائو سائو، هوانگ گای به افرادش دستور داد قایق‌ها را آتش بزنند و قایق‌های در حال سوختن به کشتی‌های بزرگتر سائو سائو برخورد کردند. آتش از کنترل خارج شد و کل ناوگان دریایی سائو سائو را نابود کرد. نیروهای زمینی سائو سائو در ولین (烏林؛ در هونگهو، هوبئی کنونی) نیز توسط ارتش سون کوان و لیو بی‌مورد حمله قرار گرفتند و عقب رانده شدند. سائو سائو در نبرد صخره‌های سرخ متحمل شکست شدید شد و مجبور شد به سمت شمال به جیانگ لینگ عقب‌نشینی کند (江陵، واقع در جین جیانگ 荆江 کنونی، نباید با شهرستان جیانگ لینگ امروزی در استان هوبئی اشتباه شود).

## ظهور سه پادشاهی (۲۰۹–۲۲۰)

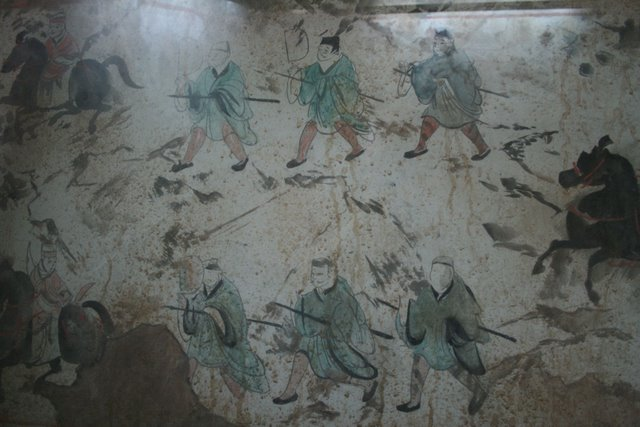
نقاشی دیواری مقبره هان لویانگ که ارابه‌ها، اسب‌ها و مردان را نشان می‌دهد.

### فتح سون-لیو استان جینگ (۲۰۹–۲۱۰)
بلافاصله پس از نبرد صخره‌های سرخ، نیروهای سون کوان تحت فرمان ژو یو حمله دیگری را به سائو سائو انجام دادند که منجر به نبرد جیانگلینگ شد. از سوی دیگر، لیو بی از این فرصت استفاده کرد و به چهار فرمانداری وولینگ، چانگشا، لینگلینگ و گویانگ در جنوب استان جینگ حمله کرد و آنها را تحت کنترل خود درآورد. در اوایل سال ۲۰۹، سائو سائو بیشتر استان جینگ را به متحدان از دست داده بود.
از آنجایی که لیو بی پس از تسخیر چهار فرمانداری نسبتاً قدرتمندتر شده بود، سون کوان از او نگران شد و تصمیم گرفت با ترتیب دادن ازدواج بین خواهر کوچکترش، بانو سون، و لیو بی، اتحاد آنها را تقویت کند. ژو یو به نیات لیو بی مشکوک بود و به سون کوان پیشنهاد کرد لیو بی را دستگیر کند، او را در حبس خانگی قرار دهد و سپس کنترل نیروهای لیو را در دست بگیرد. با این حال، سان کوان ایده ژو یو را رد کرد زیرا معتقد بود که نیروهای لیو بی علیه او شورش خواهند کرد حتی اگر طرح موفق شود. سان کوان با پیشنهاد ژو یو برای بررسی حمله به جنگ سالاران لیو ژانگ و ژانگ لو که بخش‌هایی از غرب چین از جمله جنوب شانشی امروزی و حوضه سیچوان را کنترل می‌کردند، موافقت کرد. این طرح اجرا نشد و در نهایت با مرگ ژو یو در سال ۲۱۰ لغو شد. اگرچه سان کوان مرزهای خود را به غرب گسترش نداد، اما موفق شد چندین رهبر محلی در گوانگدونگ، گوانگشی و شمال ویتنام کنونی را متقاعد کند که به او تسلیم شوند و این مناطق بخشی از قلمرو او شد. سان کوان سپس موافقت کرد که استان جینگ شمالی را به لیو بی «قرض دهد» و لیو بی شکایت کرد که جنوب فاقد منابعی برای حفظ ارتش خود است.

### کمپین شمال غربی سائو سائو (۲۱۱)

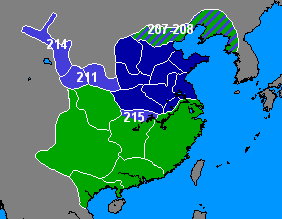
قلمرو سائو سائو در ۲۰۶
فتوحات سائو سائو ۲۰۷–۲۱۵
دیگر جنگ‌سالاران

ائتلافی از نیروها از غرب گذرگاه هانگو به رهبری ما چائو و هان سوئی در نبرد تانگ در سال ۲۱۱ توسط یائو سائو شکست خوردند و قلمروهای آنها طی چند سال بعد توسط سائو ضمیمه شد.

### تصرف یی ژو توسط لیو بی (۲۱۲–۲۱۴)

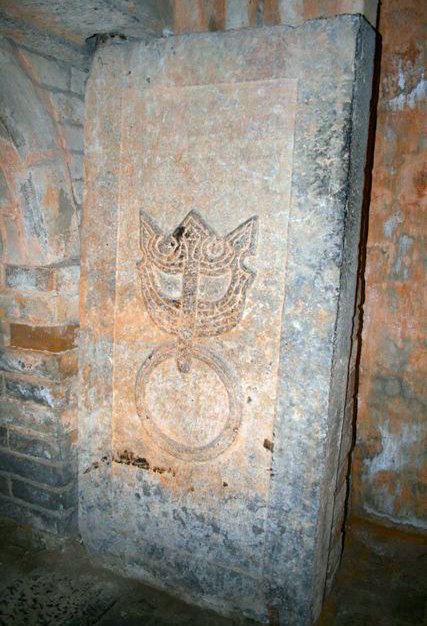
در آرامگاه لوئویانگ حکاکی شده با سنگ اواخر هان، نشان دهنده کوبنده در با نقش تائوتی است که در هنر چین باستان رایج است.

لیو ژانگ از استان یی نگران حملات احتمالی ژانگ لو و سائو سائو شد، بنابراین فا ژنگ را فرستاد تا لیو بی را به قلمرو خود دعوت کند تا به او در دفاع در برابر ژانگ لو و سائو سائو کمک کند. فا ژنگ تحت تأثیر فرمانداری لیو ژانگ قرار نگرفت و می‌خواست لیو بی جایگزین اربابش شود، بنابراین از لیو بی خواست تا از این فرصت برای به دست گرفتن کنترل استان یی استفاده کند. لیو بی به پیشنهاد فا ژنگ توجه کرد و ارتش خود را به استان یی هدایت کرد و در آنجا با استقبال گرم لیو ژانگ روبرو شد. لیو ژانگ لیو بی را به ایستگاه گذرگاه جیامنگ در شمال استان یی فرستاد تا در برابر ژانگ لو مقاومت کند.
در سال ۲۱۲، لیو بی و لیو ژانگ با یکدیگر خصومت کردند و به جنگ پرداختند. ژوگه لیانگ گروهی از نیروهای لیو بی را رهبری کرد تا در استان جینگ به ارباب خود بپیوندند و به لیو ژانگ حمله کنند. گوان یو برای دفاع از استان جینگ پشت سر ماند. در سال ۲۱۵، لیو بی بسیاری از نیروهای لیو ژانگ را شکست داد و او را در پایتخت خود چنگدو محاصره کرد. لیو ژانگ تسلیم شد و استان یی را به لیو بی تسلیم کرد. این استان به پایگاه جدید لیو بی تبدیل شد و او از مناطق کوهستانی به عنوان دفاع طبیعی در برابر سائو سائو در شمال استفاده کرد.
در همان سالی که لیو بی کنترل استان یی را به دست گرفت، روابط دیپلماتیک بین او و سون کوان زمانی که او از بازگرداندن استان جینگ که پنج سال پیش از سان کوان «قرض گرفته بود» خودداری کرد، بدتر شد. سان کوان حمله اولیه را به گوان یو و بسیاری از استان جینگ شرقی به سرعت تسلیم کرد. با این حال، پس از مذاکرات بین گوان یو و لو سو، لیو بی موافقت کرد که سه فرماندهی چانگشا، جیانگ شیا و گوئیانگ را به سون کوان واگذار کند، اتحاد آنها را تجدید کرد و استان جینگ را بین آنها در امتداد رودخانه شیانگ تقسیم کرد.

### نبرد یانگ‌پینگ و هانژونگ (۲۱۵–۲۱۹)

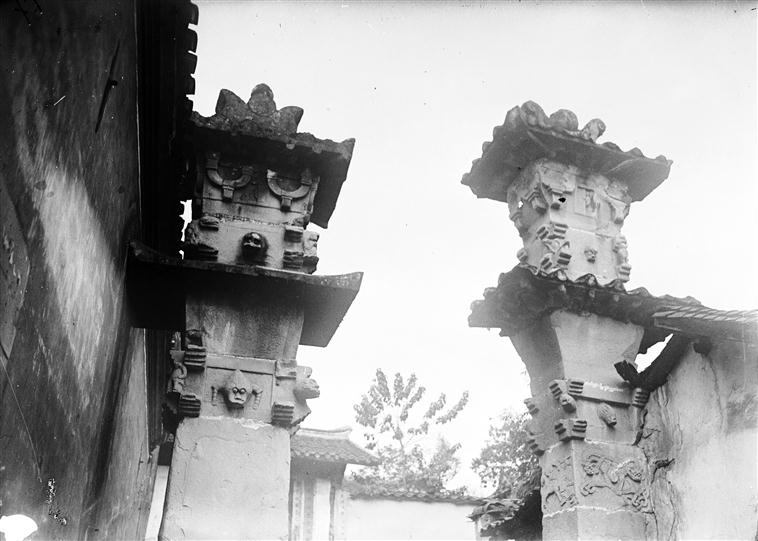
دروازه‌های ستونی سنگی هان شرقی در دینگ فانگ، شهرستان ژونگ که زمانی به معبد با مانزی تعلق داشت.

در سال ۲۱۵، سائو سائو به ژانگ لو حمله کرد و او را در نبرد یانگ پینگ شکست داد. ژانگ لو تسلیم شد و قلمرو او در هانژونگ تحت کنترل سائو سائو قرار گرفت (ژانویه ۲۱۶). برخلاف توصیه پیروانش برای حرکت به سمت جنوب و حمله به لیو بی در استان یی، سائو سائو ارتش خود را بیرون کشید و ژیاهو یوان را به فرماندهی یک نیروی کوچک برای دفاع از هانژونگ واگذار کرد. سال بعد، سائو سائو امپراتور شیان را تحت فشار قرار داد تا به او عنوان اشرافی، «فرمانروای وی» اعطا کند. در طی چند سال بعد، سبک زندگی سائو سائو بیشتر شبیه امپراتور شد و افتخارات بیشتری نیز دریافت کرد.
در سال ۲۱۷، لیو بی اتحادی برای تصرف هانژونگ از سائو سائو آغاز کرد. پس از اینکه شیاهو یوان در نبرد کوه دینجون در سال ۲۱۹ شکست خورد و کشته شد، سائو سائو نگران شد و به سرعت با نیروهای کمکی برای مقاومت در برابر لیو بی رسید. هر دو طرف در بن‌بست گرفتار شدند، به جز درگیری در نبرد رودخانه هان، قبل از اینکه سائو سائو در نهایت تصمیم به عقب‌نشینی نیروهای خود گرفت و هانژونگ را به لیو بی واگذار کرد. لیو بی پس از پیروزی خود را «پادشاه هانژونگ» اعلام کرد.

### شکست اتحاد سون-لیو (۲۱۹–۲۲۰)
در حول و حوش زمانی که لیو بی در حال حمله به هانژونگ بود، گوان یو نیز از استان جینگ به سمت شمال پیشروی کرد تا به شهر سائو سائو، فانچنگ (樊城؛ منطقه فانشنگ امروزی، شیانگ یانگ، هوبی) که توسط سائو رن دفاع می‌شد، حمله کند. در حالی که سائو رن توانست موقعیت خود را محکم نگه دارد، گوان یو شهر را محاصره کرد و وضعیت به اندازه‌ای جدی بود که سائو سائو حتی به دور کردن پایتخت از ژو فکر کرد.
در همان زمان، سون کوان به‌طور فزاینده ای از گوان یو عصبانی شد، زیرا گوان یو قبلاً در سه حادثه نسبت به او خصومت نشان داده بود. گوان یو به زور مواد غذایی یکی از پایگاه‌های سون کوان را برای استفاده در کمپین فانچنگ خود ضبط کرد. گوان یو زمانی که سون کوان پیشنهاد ازدواج بین پسرش و دختر گوان را داد، او را مسخره کرد. زمانی که گوان یو برای حمله به فانچنگ دور بود، سون کوان ژنرال خود لو منگ را فرستاد تا از شرق به استان جینگ حمله کند و در عرض چند هفته به سرعت استان را فتح کند. روحیه نیروهای گوان یو به شدت افت کرد و سربازانش به تدریج او را ترک کردند تا اینکه او تنها با حدود ۳۰۰ مرد باقی ماند. گوان یو توسط نیروهای سون کوان در مایچنگ منزوی و محاصره شد، و او تلاش کرد تا فرار کند اما در کمین افتاد و اسیر شد. گوان یو حاضر به تسلیم نشد و در نهایت به دستور سون کوان اعدام شد. این پایان اتحاد بین سان کوان و لیو بی بود. سون کوان به‌طور اسمی به سائو سائو تسلیم شد و عنوان «مارکی وو» به او اعطا شد. سون کوان همچنین از سائو سائو خواست که تاج و تخت امپراتور را به دست گیرد اما سائو سائو نپذیرفت.

## کناره‌گیری امپراتور شیان (۲۲۰)
سائو سائو در مارس ۲۲۰ درگذشت و پسرش سائو پی عنوان «پادشاه وی» را بدون انتظار مجوز رسمی از امپراتور شیان به ارث برد. در زمستان ۲۲۰، امپراتور شیان مهر امپراتوری را برای سائو پی فرستاد و فرمانی صادر کرد که اعلام کرد به نفع سائو پی از سلطنت کناره‌گیری می‌کند. سائو پی به‌طور رسمی سه بار از پذیرش تاج و تخت امتناع کرد اما در نهایت پذیرفت. سلسله هان رسماً در آن نقطه پایان یافت و سائو پی ایالت سائو وی را به جای آن تأسیس کرد و پایتخت را از ژو به لوئویانگ منتقل کرد. به امپراتور خلع شده شیان لقب «دوک شانیانگ» اعطا شد.
در سال ۲۲۱، لیو بی خود را امپراتور در چنگدو اعلام کرد و ایالت لیو شو هان را تأسیس کرد. سون کوان تا سال ۲۲۲ به عنوان یک سوژه اسمی سائو پی باقی ماند، زمانی که او خود را پادشاه یک ایالت جداگانه به نام سون وو (که در تاریخ بیشتر به عنوان وو شرقی شناخته می‌شود) اعلام کرد. در سال ۲۲۹، سون کوان به‌طور رسمی امپراتور وو شد.